# Saint-Trojan
Saint-Trojan – miejscowość i gmina we Francji, w regionie Nowa Akwitania, w departamencie Żyronda.
Według danych na rok 1990 gminę zamieszkiwało 288 osób, a gęstość zaludnienia wynosiła 94 osób/km² (wśród 2290 gmin Akwitanii Saint-Trojan plasuje się na 892. miejscu pod względem liczby ludności, natomiast pod względem powierzchni na miejscu 1536.).